# Notre-Dame-d’Estrées-Corbon
Notre-Dame-d’Estrées-Corbon ist eine französische Gemeinde mit 198 Einwohnern (Stand: 1. Januar 2022) im Département Calvados in der Region Normandie. Sie gehört zum Arrondissement Lisieux und ist Mitglied im Gemeindeverband Lisieux Normandie.
Die Gemeinde entstand mit Wirkung vom 1. Januar 2015 als Commune nouvelle durch die Zusammenlegung der früher selbstständigen Gemeinden Corbon und Notre-Dame-d’Estrées, die seither in der neuen Gemeinde den Status einer Commune déléguée besitzen. Der Verwaltungssitz befindet sich im Ort Notre-Dame-d’Estrées.

## Gliederung
| Commune déléguée                       | Ehemaliger INSEE-Code | Fläche (km²) | Einwohnerzahl (2019) |
| -------------------------------------- | --------------------- | ------------ | -------------------- |
| Notre-Dame-d’Estrées (Verwaltungssitz) | 14474                 | 7,43         | 136                  |
| Corbon                                 | 14178                 | 4,09         | 065                  |

## Geografie

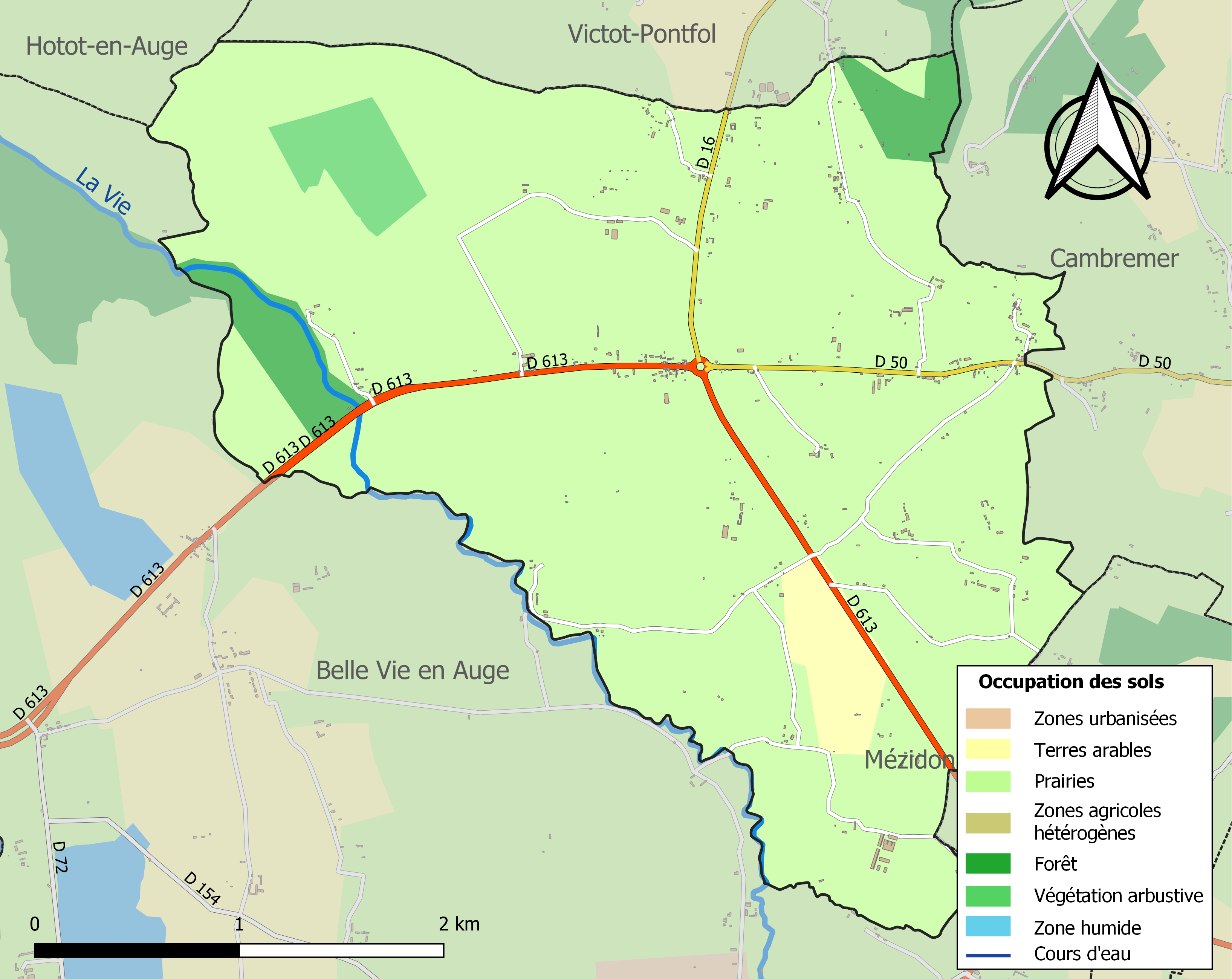
Bodennutzung, Hydrografie und Infrastruktur von Notre-Dame-d’Estrées-Corbon (2018)

Das Bürgermeisteramt von Notre-Dame-d’Estrées-Corbon liegt etwa 27 Kilometer ostsüdöstlich von Caen und etwa 17 Kilometer westlich von Lisieux am westlichen Rand der Région naturelle des Pays d’Auge. Die Gemeinde hat kein wirkliches Zentrum. Das Bürgermeisteramt liegt isoliert im Weiler L’École.
Das Gebiet von Notre-Dame-d’Estrées-Corbon wird entwässert von der Vie, die es im Südwesten begrenzt, sowie von ihrem Nebenfluss, dem Algot, der es im Süden begrenzt. Ein großer Teil der Gemeindefläche im Nordwesten ist Sumpfgebiet. Das Bodenrelief ist größtenteils flach mit einer minimalen Höhe von 5 m über dem Meeresspiegel im Westen beim Austritt der Vie aus dem Gemeindegebiet und erhebt sich nur im Osten markant am Fuß der Hochebene des Pays d’Auge auf über 110 m.
Teile des Gemeindegebiets gehören zu den ZNIEFF-Naturzonen „Marais de la Dive et ses affluents“ (250008455), „Marais de la Dorette“ (250020009) und „L’Algot et ses affluents“ (250020083).
Rund 94 % der Fläche der Gemeinde werden landwirtschaftlich, hauptsächlich als Grünland genutzt, rund 4 % sind bewaldet, rund 2 % sind Flächen mit Strauch- und/oder Kräutervegetation (Stand 2018).
Umgeben wird Notre-Dame-d’Estrées-Corbon von den fünf Nachbargemeinden:
| Hotot-en-Auge     | Victot-en-Auge                              |                   |
|                   | Kompassrose, die auf Nachbargemeinden zeigt | Cambremer         |
| Belle Vie en Auge |                                             | Crèvecœur-en-Auge |

## Sehenswürdigkeiten
| Name                      | Ort                  | Bemerkungen                                                               | Bild |
| ------------------------- | -------------------- | ------------------------------------------------------------------------- | ---- |
| Kirche Notre-Dame         | Notre-Dame-d’Estrées | seit 1990 als Monument historique eingeschrieben                          |      |
| Herrenhaus La Planche     | Notre-Dame-d’Estrées | 15. und 16. Jahrhundert, in Teilen als Monument historique eingeschrieben |      |
| Herrenhaus La Cour-Thorel | Notre-Dame-d’Estrées | 16. Jahrhundert, in Teilen als Monument historique eingeschrieben         |      |
| Kirche Saint-Martin       | Corbon               | 15. Jahrhundert                                                           |      |

## Wirtschaft
Notre-Dame-d’Estrées-Corbon liegt in den Zonen AOC sowie IGP
- der Appellation des Cidre
  - Pays d’Auge,
  - Pays d’Auge Cambremet und
  - Cidre de Normandie,
- des Calvados,
- des Calvados Pays d’Auge,
- des Pommeau de Normandie,
- des Käses Pont-l’Évêque
- der Geflügel Volailles de Normandie und
- des Schweinefleischs Porc de Normandie.[4]

## Verkehr
Die zur Departementsstraße D 613 herabgestufte ehemalige Route nationale 13 von Paris nach Cherbourg durchquert das Gemeindegebiet. Beim Weiler Carrefour Saint-Jean trifft sie auf den Ausgangspunkt der Departementsstraße D 16, die nördlich in Richtung Victot-en-Auge führt und auf die Departementsstraße D 50, die in östlicher Richtung nach La Boissière geführt wird. Nachgeordnete Departementsstraßen und lokale Landstraßen verbinden die Gemeinde mit weiteren Nachbargemeinden.